# Belenois aurota
Belenois aurota, branca-pioneira ou alcaparra-branca, é uma borboleta de tamanho pequeno-médio da família Pieridae, ou seja, as amarelas e brancas, que podem ser encontradas no sul Ásia e em África. Na África, também é conhecida como a branca-com-veios-marrons, e é bem conhecida durante o verão e o outono, quando grandes números migram para o nordeste através do interior.

## Distribuição
A espécie vive no Sri Lanka, nos Himalaias, de Caxemira a Siquim, a altitudes abaixo dos 1800 metros, e através das planícies até ao sul da Índia.  Nos Nilgiris podem ser observadas até aos 2400 metros (George Hampson).  Para o oeste, ela encontra-se espalhada pela Pérsia e pela Arábia até à África Oriental, continuando até à África Subsaariana, onde a maior parte da espécie vive.